# Maurice Setters
Maurice Edgard Setters (Honiton, 16 dicembre 1936 – Doncaster, 22 novembre 2020) è stato un calciatore e allenatore di calcio inglese, di ruolo centrocampista.

## Carriera
Maurice cominciò la sua carriera nel Exeter City e nel West Bromwich. Fu incluso nella rappresentativa inglese ai Campionato mondiale di calcio 1958 come riserva ma non andò nemmeno alla competizione e di conseguenza non partecipò a nessun incontro. Nel 1960 si trasferì al Manchester United con un compenso di 30,000 £ con cui vinse la FA Cup del 1963. Lasciò il club nel 1964 per andare allo Stoke City dopo aver segnato 14 reti in 193 partite. 
Nell'estate 1967 con lo Stoke City disputò il campionato statunitense organizzato dalla United Soccer Association: accadde infatti che tale campionato fu disputato da formazioni europee e sudamericane per conto delle franchigie ufficialmente iscritte al campionato, che per ragioni di tempo non avevano potuto allestire le proprie squadre. Lo Stoke City rappresentò i Cleveland Stokers, e chiuse al secondo posto nella Eastern Division, non qualificandosi per la finale del torneo.
Si unì al Coventry City nel novembre 1967 e giocò 50 partite negli Sky Blues dopo essercisi trasferito nel 1970.
Setters rimase 3 anni e mezzo come manager del Doncaster nei primi anni settanta prima di diventare l'assistente di Jack Charlton nel 1977. In seguito ricollaborò con Jack Charlton tra il 1986 e il 1995 quando lavorò insieme a lui come manager della nazionale irlandese senior.

## Palmarès

### Giocatore

#### Competizioni nazionali
- Campionato inglese: 1

Manchester United: 1964-1965
- Coppa d'Inghilterra: 1

Manchester United: 1962-1963